# Полівщина (заказник, Варвинський район)
Полівщина — гідрологічний заказник місцевого значення в Україні. Розташований у межах Варвинської селищної громади Прилуцького району Чернігівської області, на західній та північно-західній околиці смт Варва. 
Площа - 577 га. Статус присвоєно згідно з рішенням Чернігівського облвиконкому від 24.12.1979 року. № 561. 
Охороняється низинне болото з типовими видами лучно-болотної, болотної та чагарникової рослинності в долині річки Удай. Тут зростають лепешняк великий, очерет звичайний,  рогіз, осока гостра та інші види болотного різнотрав'я. Заказник має велике водоохоронне значення для прилеглих територій та є місцем гніздування навколоводних птахів.
Порушення заповідного режиму: зафіксовано незаконне розорювання.